# 散歩、日傘をさす女性
『散歩、日傘をさす女性』（さんぽ ひがさをさすじょせい、仏: La Promenade, la femme à l'ombrelle）は、フランスの画家クロード・モネが1875年に描いた絵画。『散歩、日傘の女』『日傘の女性、モネ夫人と息子』 (Woman with a Parasol - Madame Monet and Her Son) とも。
1875年に描かれた『ラ・ジャポネーズ』とともに、1876年の第2回印象派展に出品されている。

## 概要
日傘を頭上にかざしているのは、モネの最初の妻カミーユであり、彼女が長男ジャンとともに草原を散歩する様子が、下から仰ぎ見る構図で描き出されている。

『散歩』

ドレスの白色が逆光の中で青紫色に染められ、戸外制作に特有の臨場感が生み出されている。
ジャンが頭に乗せている帽子には、1873年に描かれた『アルジャントゥイユのヒナゲシ』や『昼食』と同様の赤色の縁取りとリボンが確認できる。
モネは、1875年頃、本作のように日傘をさした女性と子どもをテーマにした作品を頻繁に製作しており、神奈川県箱根町にあるポーラ美術館に収蔵されている『散歩』 (La Promenade) も、その一例である。

## 『戸外の人物習作』
| 『戸外の人物習作（左向き）』、1886年、オルセー美術館 |  | 『戸外の人物習作（右向き）』、1886年、オルセー美術館 |
| 『戸外の人物習作（左向き）』、1886年、オルセー美術館 |  | 『戸外の人物習作（右向き）』、1886年、オルセー美術館 |

『戸外の人物習作（左向き）』は、モネが1886年に描いた作品で、『日傘の女（左向き）』とも呼ばれ、『散歩、日傘をさす女性』の構図を意図的に再び採用した作品である。
『散歩、日傘をさす女性』では、日陰になっていながらもベールの下のカミーユの表情が描かれているが、『戸外の人物習作（左向き）』では、モデルを務めたオシュデ夫妻の三女シュザンヌの表情は判然としない。1887年にモネは、こうした試みを行った意図について、批評家のテオドール・デュレに対して、「私が納得するままに、風景画のように戸外の人物を描く」と述べている。
モネはシュザンヌのことをモデルとして気に入っていたが、ちょうどその場にいたオシュデ夫妻の四女ジェルメーヌは後に、「画家からの注文が多かったためにモデルは疲弊した」と回想している。
『戸外の人物習作（右向き）』は、『戸外の人物習作（左向き）』とほぼ同時に描かれたと思われる作品で、『日傘の女（左向き）』とも呼ばれ、モデルはシュザンヌで、表情はほとんどわからない。